# Podzielona
Podzielona – część kolonii Podrogów w Polsce, położona w województwie mazowieckim, w powiecie sokołowskim, w gminie Sokołów Podlaski.
W latach 1934-59 w granicach Sokołowa Podlaskiego.
W latach 1975–1998 miejscowość administracyjnie należała do województwa siedleckiego.
Wierni kościoła rzymskokatolickiego należą do parafii Niepokalanego Serca Najświętszej Maryi Panny w Sokołowie Podlaskim